# Aspitates nitidaria
Aspitates nitidaria är en fjärilsart som beskrevs av Fabricius 1794. Aspitates nitidaria ingår i släktet Aspitates och familjen mätare. Inga underarter finns listade i Catalogue of Life.